# Republica (groupe)
Pour les articles homonymes, voir Republica.
Republica est un groupe de rock alternatif britannique, originaire de Londres, en Angleterre. Il est formé en 1994 par la chanteuse Samantha Sprackling (alias Saffron) et le claviériste Andy Todd. Ils commencent à écrire ensemble avant de rencontrer le guitariste Johnny Male et le batteur Dave Barborossa. Ils débutent avec le single Out of Darkness, signé par le label indie-dance Deconstruction. Ils sortent ensuite l'album Republica, avec le single Ready to Go qui devient un hit en Angleterre et aux États-Unis. Et 1998 sort le deuxième album, Speed Ballads.
En 2002, sort une compilation, affirmée de non officielle par le groupe. Le 26 avril 2010, il est annoncé que Republica se reforme, et réalise un nouveau mix de leur tube Ready to go (produit par Andy Gray et Alan Moulder) qui sort en numérique le 7 juin 2010. Le son de Republica est décrit par le groupe comme étant de la « techno-pop/punk rock », tandis que le label spécialisé Melody Maker prend leur appellation comme étant de la « musique électronique ».

## Biographie

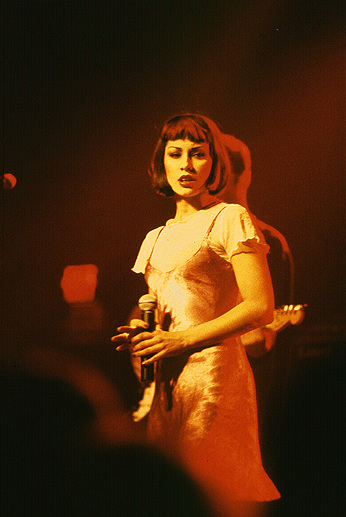
Republica, en concert à San Antonio, en décembre 1996.

Tim Dorney (ex-claviériste du groupe Flowered Up) et Andy Todd forment Republica. La chanteuse nigériane Saffron était actrice à une période, durant laquelle elle joue au Starlight Express de Londres. Elle participe aussi au clip The One and Only de Chesney Hawkes et à la vidéo du single Mindflux de N-Joi. Elle participe aussi au chant sur Anthem de N-Joi en 1990.
Republica publie un premier single, Out of this World en 1994, suivi du single Bloke en janvier 1995. Leur premier album, Republica, est publié en juillet 1996 et atteint la quatrième place des classements. Leur single signature, Ready to Go, qui s'accompagne de deux différents clips, atteint la onzième place de l'UK Singles Chart. Le quatrième single, Drop Dead Gorgeous, atteint la septième place de l'UK Singles Chart. Le groupe est bien accueilli par la presse locale. Ayant émergé après la vague de groupes de rock menés par des chanteuses, comme Elastica, Lush, Sleeper, Echobelly et Kenickie, Republica, comme pour Garbage, est noté pour un son plus électronique et agressif. En 1997, Saffron joue sur la chanson Fuel My Fire, sur l'album The Fat of the Land de The Prodigy.
Leur deuxième album, Speed Ballads, est publié en 1998, et atteint la 37e place de l'UK Albums Chart. Son premier single, From Rush Hour With Love, atteint la 20e place de l'UK Singles Chart. Le groupe souffre lorsque son label, Deconstruction Records, dépose le bilan peu après la sortie de Speed Ballads. Le catalogue discographique de Deconstruction est aspiré par BMG après son rachat, et Speed Ballad ne sera jamais publié aux États-Unis. En 2001, le groupe se met en pause. Dès lors, Saffron joue avec The Cure, sur le single Just Say Yes et collabore aussi avec Junkie XL sur l'album Radio JXL: A Broadcast from the Computer Hell Cabin.
En septembre 2008, Republica se réunit à Windsor au concert Contra Mundum. Ils jouent Ready to Go, Drop Dead Gorgeous et une reprise de You Got the Love.
Au début de 2010, le groupe fait circuler des photos de lui apparaissant en studio. La même année, Republica joue quelques concerts. En octobre 2010, ils jouent à l'O2 Academy Islington, puis en Europe de l'Est et au Moyen-Orient en 2011. Ils jouent au GuilFest en juillet 2012. Ils publient un nouvel EP, Christiana Obey. Le 29 mai 2015, Republica joue au Under the Bridge de Chelsea.

## Membres

### Membres actuels
- Saffron (Samantha Sprackling) – chant, tambourine (1994–2001, depuis 2008)
- Tim Dorney – claviers, programmation, piano (1994–2001, depuis 2008)
- Johnny Male – guitare, chœurs (1994–2001, depuis 2008)
- Conor Lawrence – batterie (depuis 2012)

### Anciens membres
- Pete Riley – batterie (1998–2001)
- Andy Todd – claviers, guitare acoustique, chœurs (1994–1997)
- David Barbarossa – batterie (1994–1997)
- Alix Tiernan – percussions
- Mick Pirie – guitare basse

## Discographie

### Albums studio
- 1996 : Republica
- 1998 : Republica - Limited Edition (2 CD dont 1 live)
- 1998 : Speed Ballads
- 2002 : Ready to Go: The Best of

### Singles
- Out of this World (1994)
- Bloke (1994)
- Ready to Go (1996)
- Drop Dead Gorgeous (1997)
- From Rush Hour With Love (1998)
- Try Everything (1998)
- Ready to Go (avec Tomcraft) (2007)
- Ready to Go 2010 (2010)